# Eucalyptus primiglauca
Eucalyptus primiglauca är en myrtenväxtart som beskrevs av Kenneth D. Hill och Lawrence Alexander Sidney Johnson. Eucalyptus primiglauca ingår i släktet Eucalyptus och familjen myrtenväxter. Inga underarter finns listade i Catalogue of Life.